# David Harel
David Harel (hébreu : דוד הראל ; né le 12 avril 1950) est un informaticien, actuellement président de l'Académie israélienne des sciences et lettres. Il fait partie de la faculté de l'Institut Weizmann des sciences en Israël depuis 1980 et est titulaire de la chaire professorale de mathématiques William Sussman. Né à Londres, en Angleterre, il est doyen de la faculté de mathématiques et d'informatique de l'institut pendant sept ans.

## Biographie
Harel est surtout connu pour ses travaux sur la logique dynamique, la calculabilité, la théorie des bases de données, le génie logiciel et la modélisation des systèmes biologiques. Dans les années 1980, il invente le langage graphique des Statecharts pour spécifier et programmer des systèmes réactifs, qui est adopté dans le cadre de la norme UML. Depuis la fin des années 1990, il se concentre sur une approche basée sur des scénarios pour programmer de tels systèmes, lancée par sa co-invention (avec W. Damm) de Live Sequence Charts. Il publie des comptes rendus d'exposition sur l'informatique, tels que son livre primé de 1987 "Algorithmics: The Spirit of Computing" et son livre de 2000 "Computers Ltd.: What They Really Can't do", et présente des séries sur l'informatique pour radio et télévision israéliennes. Il travaille également sur d'autres sujets divers, tels que la disposition des graphes, l'enseignement de l'informatique, la modélisation biologique et l'analyse et la communication des odeurs.
Harel termine son doctorat au MIT entre 1976 et 1978. En 1987, il co-fonde la société de logiciels I-Logix, qui en 2006 devient une partie d'IBM. Il préconise la construction d'un modèle informatique complet du nématode Caenorhabditis elegans, qui est le premier organisme multicellulaire dont le génome est entièrement séquencé. L'exhaustivité éventuelle d'un tel modèle dépend de sa version mise à jour du test de Turing. Harel est actif dans un certain nombre d'organisations pour la paix et les droits de l'homme en Israël.

## Récompenses
- 1992 ACM Karlstrom Outstanding Educator Award [1]
- Boursier ACM 1994 [1]
- Membre IEEE 1995
- Prix Israël 2004, pour l'informatique [2],[3]
- Prix de recherche exceptionnelle ACM SIGSOFT 2006
- 2006 Membre de l'Academia Europaea [4]
- Prix Emet 2010
- 2010 Membre de l'Académie israélienne des sciences et des sciences humaines [5]
- 2014 Membre international de la National Academy of Engineering des États-Unis [6]
- 2014 Membre honoraire international de l'Académie américaine des arts et des sciences [7]
- 2019 Membre international de l'Académie nationale des sciences des États-Unis[8].
- Membre 2020 de la Royal Society [9] (FRS)
- 2021 Membre étranger de l'Académie chinoise des sciences